# Stefan Furs
Stefan Furs (ur. 6 stycznia 1926, zm. 24 sierpnia 1987) – polski działacz szachowy, wieloletni prezes Okręgowego Związku Szachowego w Łodzi, wiceprezes Polskiego Związku Szachowego, sędzia klasy międzynarodowej.
Od 1961 przez ponad 10 lat kierował pionem sportowym Polskiego Związku Szachowego. Spowodował wprowadzenie drużynowych lig juniorskich w szachach. Uczestniczył w pracach Międzynarodowej Federacji Szachowej. W 1971 opracował nowe wydanie polskiego Kodeksu Szachowego.
Miał tytuł kandydata na mistrza. oraz tytuł doktora nauk technicznych na Politechnice Łódzkiej. 
Był odznaczony Krzyżem Kawalerskim Orderu Odrodzenia Polski, Złotym Krzyżem Zasługi. Otrzymał tytuł honorowego członka Polskiego Związku Szachowego oraz był odznaczony Medalami 50-lecia i 60-lecia PZSzach.